# 柳内大樹
柳内 大樹（やなうち だいじゅ、1975年 - ）は、日本の漫画家。富山県出身。

## 来歴
1975年、富山県生まれ。1995年、『ヤングマガジンエグザクタ』（講談社）にて「別天地」でデビュー。その後、2003年、『ヤングキング』（少年画報社）で『ギャングキング』を連載。そのほか著作に『軍艦少年』（講談社）、「ガキ☆ロック」（秋田書店）、『新説！さかもっちゃん』（集英社）など。2014年4月、『週刊ヤングマガジン』（講談社）で『セブン☆スター』の連載を開始。

## 作品リスト

### 連載
- HASEGAWA長治（『週刊ヤングマガジン』連載、講談社、全2巻）
  - HASEGAWA長治 新装版：少年画報社、上下巻
- ドリームキング（『GET ON!』連載、学習研究社、全3巻）
  - ドリームキング 新装版：少年画報社、上下巻
- ドリームキングR（原作：俵家宗弖一、『月刊ヤングキング』、少年画報社、全6巻）
- ギャングキング（『ヤングキング』2003年 - 2013年、少年画報社、『マガジンSPECIAL』→『別冊少年マガジン』→『イブニング』2016年1月 - 2021年4月、講談社）
- 新説!さかもっちゃん（『週刊ヤングジャンプ』連載、集英社、全2巻、新装版全1巻[3]）
  - 新説!さかもっちゃん（『ヤングキングBULL』2018年12月号[4] - 2019年2月号[5]、少年画報社）
- ガキ☆ロック（『ヤングチャンピオン』連載、秋田書店）
  - 柳内大樹作品集 ガキ☆ロック（大都社、単巻 ISBN 4-88653-766-9）
  - ガキ☆ロック 新装版：大都社、単巻 ISBN 4-88653-847-9
  - ガキ☆ロック 浅草・ケンカ祭りの源（廉価版）：少年画報社、単巻 ISBN 978-4-7859-3307-4
- 軍艦少年（『週刊ヤングマガジン』連載、講談社、全2巻）
- 柳内大樹短編集 柳内大樹（集英社、単巻 - 読み切り作品全5編を収録 ISBN 978-4-0885-9772-0）
- ギャングキング キャラクターブック（少年画報社、単巻 - ISBN 978-4-7859-3514-6）
- ビートダウン（原作：カプコン、『ヤングキング』2005年20号（9月26日発売）掲載、全26ページ） - ゲームのコミカライズ
- セブン☆スター（『週刊ヤングマガジン』連載、講談社）
  - SEVEN☆STAR MEN SOUL（『週刊ヤングマガジン』連載、講談社）
  - セブン☆スターJT（『週刊ヤングマガジン』2020年33号[6] - 2023年1号[7]、講談社）
- 儚いくん サヨナLIFE（『ヤングキングBULL』2018年9月号（創刊号）[8] - 2019年10月号連載[9]、少年画報社、全1巻）
- 幸っちゃんさん（『ヤングキングBULL』2019年9月号[10] - 2020年12月号[11]、全1巻）
- ONE FOR ALL（『週刊ヤングマガジン』2024年2・3合併号[12] - 2025年2・3合併号[13]→『ヤンマガWeb』[14]2025年2月15日[15] - 、講談社、既刊7巻）
- 罰（『ヤングキングBULL』2025年10号[16] - ）

### 読み切り
- ボクの青春ヤングマガジン（『週刊ヤングマガジン』2020年32号、講談社）

### イラスト
- ドリームキング外伝 シブヤ大戦争（著者：俵家宗弖一／学習研究社） - 小説の表紙&挿絵
- ドリームキング外伝II シブヤ狂争曲（著者：俵家宗弖一／学習研究社） - 小説の表紙&挿絵
- 『TATTOO TRIBAL』 Vol.45（富士美出版） - ムックの表紙&挿絵
- 『矢野昌大』 HEY!BROTHER（CD） - 表紙&挿絵
- 卓真の配信シングル「軍艦少年」（2021年11月24日配信[17]） - ジャケットイラスト描きおろし[17]

### キャラクターデザイン
- SHIBUYA大戦争（原作：俵家宗弖一、作画：小幡文生、『月刊ヤングキング』、少年画報社） - 小説『ドリームキング外伝 シブヤ大戦争』のコミカライズ
- SHIBUYA狂争曲（原作：俵家宗弖一、作画：白鳥貴久、『ヤングキング』、少年画報社） - 小説『ドリームキング外伝II シブヤ狂争曲』のコミカライズ
- ドリームキング外伝 シブヤ曼陀羅（原作：俵家宗弖一、作画：近藤和寿、『グランドジャンプ』→『グランドジャンプWEB』、集英社）

### 映画
- ガキ☆ロック（2014年）